# ファビアン・バルブエナ
ファビアン・コルネリオ・バルブエナ・ゴンサレス（スペイン語: Fabián Cornelio Balbuena González、1991年8月23日 - ）は、パラグアイのサッカー選手。パラグアイ代表。ポジションはDF。

## クラブ歴
セロ・ポルテーニョ・プレジデンテ・フランコで選手となり、クラブ・ルビオ・ニュ、クラブ・ナシオナルと国内クラブを渡った後、2016年にカンピオナート・ブラジレイロ・セリエAのSCコリンチャンス・パウリスタに加入。2017年にはプレミオ・クラッキ・ド・ブラジレイロンとボーラ・ジ・プラッタ双方に選ばれる活躍を見せた。
2018年7月14日、ウェストハム・ユナイテッドFCと3年契約を結んだことが発表された。8月12日のリヴァプールFC戦で初出場を果たすが0-4で敗れた。10月27日のレスター・シティFC戦では先制点を挙げ、プレミアリーグのパラグアイ人選手で2012年5月のアントリン・アルカラス以来となる得点を記録した。
2021年7月9日、FCディナモ・モスクワにフリー移籍で加入し、4年契約を結んだことが発表された。

## 代表歴
2015年からパラグアイ代表に招集され、同年3月31日に行われたメキシコ代表との親善試合で代表初出場となった。

## タイトル

### クラブ
セロ・ポルテーニョPF
- ディビシオン・インテルメディア: 2011

リベルタ
- リーガ・パラグアージャ: 2014アペルトゥーラ, 2014クラウスーラ

コリンチャンス
- カンピオナート・ブラジレイロ・セリエA: 2017
- カンピオナート・パウリスタ: 2017

### 個人
- ボーラ・ジ・プラッタ: 2017
- プレミオ・クラッキ・ド・ブラジレイロン: 2017